# Kaly
Kaly är en ort i Tjeckien.   Den ligger i regionen Vysočina, i den östra delen av landet, 160 km sydost om huvudstaden Prag. Kaly ligger 429 meter över havet och antalet invånare är 240.
Terrängen runt Kaly är kuperad österut, men västerut är den platt. Runt Kaly är det tätbefolkat, med 331 invånare per kvadratkilometer. Närmaste större samhälle är Kuřim, 15,8 km sydost om Kaly. Omgivningarna runt Kaly är en mosaik av jordbruksmark och naturlig växtlighet.